# 볼리비아

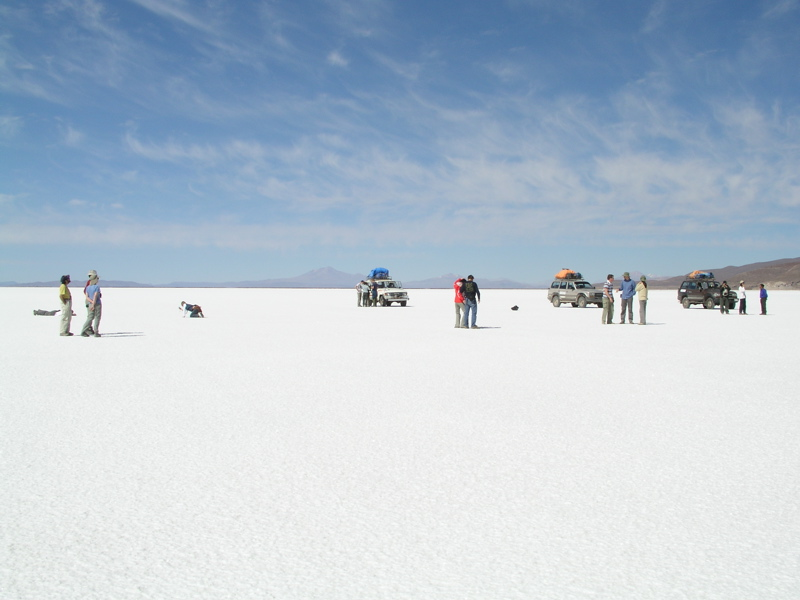
살라르 데 우유니.

볼리비아 다민족국(스페인어: Estado Plurinacional de Bolivia 에스타도 플루리나시오날 데 볼리비아[*]) 혹은 볼리비아(스페인어: Bolivia 볼리비아[*], 케추아어: Buliwya 불리우야, 아이마라어: Wuliwya 울리우야, 과라니어: Volívia 볼리비아)는 남아메리카 중부에 있는 내륙국이다. 볼리비아는 북쪽과 동쪽으로 브라질, 남동쪽으로 파라과이, 남쪽으로 아르헨티나, 남서쪽으로 칠레, 서쪽으로 페루와 인접해 있다. 행정 수도는 행정부, 입법부, 선거부가 소재하는 라파스이며, 헌법적 수도는 사법부가 소재하는 수크레이다. 볼리비아의 최대 도시이자 공업 단지는 주로 평평한 동쪽 지역에 있는 산타크루스데라시에라이다. 기존 정식 명칭은 볼리비아 공화국(스페인어: República del Bolivia 레푸블리카 델 볼리비아[*])이었지만 2009년 2월 헌법 개정으로 인해 다민족성을 강조하는 다원적 내셔널리즘(plurinationalism)을 채택하여 지금과 같은 정식 국명으로 변경되면서 오늘에 이른다.
유럽 식민 지배 이전에 볼리비아 영토는 콜럼버스 이전 아메리카에서 가장 큰 나라였던 잉카 제국의 일부였다. 16세기에 스페인 제국이 이 지역을 정복했다. 스페인 식민 시대에 이 지역은 "상부 페루" 혹은 "차르카스(Charcas)"로 불렸으며, 스페인의 남아메리카 식민지 대부분을 포괄하는 페루 부왕령의 통치를 받았다. 1809년에 독립을 선언한 후 1825년 8월 6일 공화국을 세우기까지 16년간 전쟁을 벌였다. 국명인 볼리비아는 독립 영웅 시몬 볼리바르의 업적을 기리기 위해 그의 이름을 본따서 정했다.
볼리비아는 민주 공화국이며 9개의 주(州, departamento)로 이루어져 있다. 이 나라의 지리는 서쪽에 있는 안데스 지역에서 아마존 분지에 있는 동부 저지에 이르기까지 다양하다. 볼리비아는 개발도상국으로 인간개발지수에서 중간 점수를 보이며, 빈곤율은 약 60%이다. 주요 경제 활동은 농업, 임업, 어업, 광업, 그리고 직물, 의류, 금속 제련, 석유 정제 산업이다.
볼리비아의 인구는 1,060만명에 이르며 아메리카 토착민, 유럽인, 아시아인, 아프리카인들로 다민족 국가를 이룬다. 스페인어가 주로 쓰이며, 아이마라어와 케추아어, 과라니어도 널리 쓴다. 볼리비아의 다양한 문화는 예술, 음식, 문학, 음악에서 폭넓은 다양성을 보인다.

## 역사
기원전 1500년 무렵부터 BC 250년 무렵 칠레 계열의 문화가 번창하였다. 5세기에서 12세기에 이르는 시기에는 티아우아나코 문화가 번창하였다.
12세기 무렵부터 1470년까지 티티카카 호수 연안에 아이마라 등 여러 왕국이 번성하였다. 1470년부터 1532년까지는 아이마라 여러 왕국이 쿠스코에 본거지를 두고 있었다, 케추아어인 황제 빠챠쿠티와 투팍 잉카 유빤키의 정복으로 타완팅스유 (잉카)가 코라스유에 편입된다. 잉카 제국 내에서 아이마라 여러 왕국은 계속되었다.

### 스페인 식민지 시대
1532년 잉카 황제 아타후알파가 스페인 정복자에 의해 처형되면서, 잉카 제국은 붕괴되었고, 스페인의 식민지 시대가 시작되었다. 1535년 프란시스코 피사로에 의해 페루 부왕령이 만들어진다. 디에고 데 알마그로의 원정 군대가 알토 페루를 탐사한다.
1538년 곤살로 피사로의 군대가 알토 페루를 원정하여 수장 아야꼴찌가 항복을 함으로써 이 지역을 식민지화 한다. 1540년 라플라타 시가 건설된다. 1545년 포토시 은광이 발견되었고, 이후 현재 페루를 비롯한 여러 지역에서 많은 광산이 발견되면서, 많은 인디언들이 강제 노역에 시달렸다. 1548년 알론소 데 멘도사는 티티카카 호수 근처에 라파스가 건설되었다.
1559년 챠루카스 (현 수크레)에 아우디엔시아가 설치된다. 이때부터 독립이 될 때까지 현 볼리비아 지역은 "알토 페루(고지 페루에서 페루)"라고 불리게 된다. 1559년 동부 차코 지방에 산타크루스데라시에라가 건설된다.
1569년 페루부왕 프란시스코 드 톨레도의 지배가 시작된다. 은광 채굴을 위해 포토시는 인구 10만명 이상의 도시로 발전하였고, 이 인구는 당시 런던보다 더 큰 규모였다. 은 채굴을 위해 미타 제에 의해 모인 인디오는 가혹한 노동과 질병으로 차례로 죽어 갔다.
18세기에 접어들면서 포토시 광산의 은이 급속하게 고갈된다. 1776년 알토 페루가 페루 부왕령에서 리오데 라 플라타 부왕령으로 편입되고, 이후 경제와 사법이 부에노스 아이레스에 종속된다. 스페인 본국 태생 (뻬닌스라루)의 소수지배에 반대하여 현지에서 태어난 스페인 (클리올로)의 저항 운동이 시작되었다. 1778년 부에노스 아이레스 항구 정식 개항 이후 알토 페루의 해외 무역이 부에노스 아이레스를 통해 수행된다. 1780년 페루의 투팍 아마루 2세는 이 식민 정부에 반란을 일으킨다.
1781년 페루의 투팍 아마루 2세와 호응하여 레빠루티미엔토와 미타제의 무거운 부담에 대해 폐지를 요구했다. 아이마라인 투팍 카타리의 반란 봉기가 있었지만, 진압되었고, 진압 후 인디오에 대한 당국의 탄압은 더욱 강해졌다. 그러나 저항 운동을 펼쳤던 투팍 카타리는 지금도 볼리비아의 국민적 영웅이 되고 있다.

### 해방에서 독립까지
1809년 라파즈와 추키사카에서 크레올로에 의한 독립 운동이 일어난다. 이것은 볼리비아 최초의 독립 운동이며, 키토와 함께 라틴 아메리카에서 가장 빨랐다. 1810년 라파즈에서 일어나고 있던 혁명 운동, 페루 부왕 아바스카루 지도에 따라 즉시 왕당파에 의해 진압되었고 혁명평의회 페드로 도밍고 무리요는 처형되었다. 이후 리오데라플라타 연합국가가 독립파에 지원군을 보내지만 죄다 왕당파와 군에 의해 격파된다.
1816년 투쿠만 의회는 리오데라플라타 연합 국가의 독립을 선언한다. 알토 페루의 대표자도 참석했다.
1823년 다시 독립 전쟁을 시작한다. 1824년 시몬 볼리바르와 안토니오 호세 데 수크레가 이끄는 베네수엘라와 콜롬비아의 해방군이 스페인 부왕 호세 드 라 셀 나(체 게바라의 선조)가 이끄는 왕당파 군을 상대로 한 아야쿠쵸 전투에서 승리한다.
1825년 8월 6일, 시몬 볼리바르와 협력한 수크레 원수가 안드레스 데 산타크루즈와 함께 알토 페루지역(현 볼리비아)를 스페인으로부터 해방시켰다. 알토 페루의 지배층은 그동안 동일한 행정 단위를 구성하고 있던 페루와 아르헨티나와의 연합을 원하지 않았기 때문에 추키사카에서 알토 페루의 독립이 선언되었다. 1825년 8월 26일, 시몬 볼리바르의 업적을 기리기 위해서 알토 페루의 국가명을 볼리비아로 개명했으며 1879년 태평양 전쟁에서 칠레에 해안 지역을 잃으면서 내륙국으로 남게 되었다.

## 지리
볼리비아의 총 면적은 1,098,580km2로 세계에서 28번째로 넓은 나라이다.
볼리비아 영토에는 여러 식생 지구가 있다. 서부 고지는 안데스 산맥에 위치하며 여기에 볼리비아 고원(Altiplano)이 있다. 그 곳에는 세계에서 제일 위험한 도로인 해발 4,300m의 융가스 속칭, 죽음의 도로(Death Road)가 있다.가장 높은 산은 오루로 주에 있는 네바도 사하마 산으로 6,542m에 이른다. 티티카카 호수는 볼리비아와 페루 국경 사이에 있다. 티티카카 호수는 페루에서 60% 볼리비아에서 40%의 면적을 관리하고 있다. 볼리비아의 남서쪽 모퉁이의 포토시 주에는 세계에서 가장 넓은 소금 사막인 살라르 데 우유니가 있다.

### 기후
볼리비아는 지리적으로 열대권에 속하지만 고도에 따라 저지대의 열대기후부터 안데스산맥의 극지기후까지 다양한 기후패턴을 가지고 있으며, 계절적 변화는 상대적으로 적다.
동부밀림 저지대 지역은 연 평균 30℃를 넘는 기온과 연중 비가 많이 내려 고온 다습한 열대성 기후이다. 서부 고원지대는 햇볕이 있는 낮 동안은 따뜻하지만 옅은 대기로 밤에는 매우 추워지는 심한 일교차를 보이고, 평균 15℃~20℃의 온대성 기후를 나타낸다. 또한 여름에는 강한 태양으로 27℃를 넘기도 하지만, 가을 이후 밤에는 영하로 급격하게 떨어진다.
행정수도인 라파스는 해발 3,600m~4,100m에 위치하고 있으며, 6월~8월간 기온은 평균 7.5℃이며, 12월~3월간 기온은 평균 10.5℃의 온대성 기후이다. 라파스, 티티카카 등 고지대에서는 강한 태양에 오랫동안 노출되는 것을 피해야 하며, 가급적 자외선 차단제로 사용하여 피부를 보호해야 한다.
볼리비아는 보통 9월 21일부터 11월 21일에 걸쳐 봄이며, 여름은 11월 21일부터 3월 21일까지 지속된다. 가을은 보통 3월 21일에 시작하여 6월 21일까지, 겨울은 6월 21일부터 9월 21일까지 지속된다.

## 정치

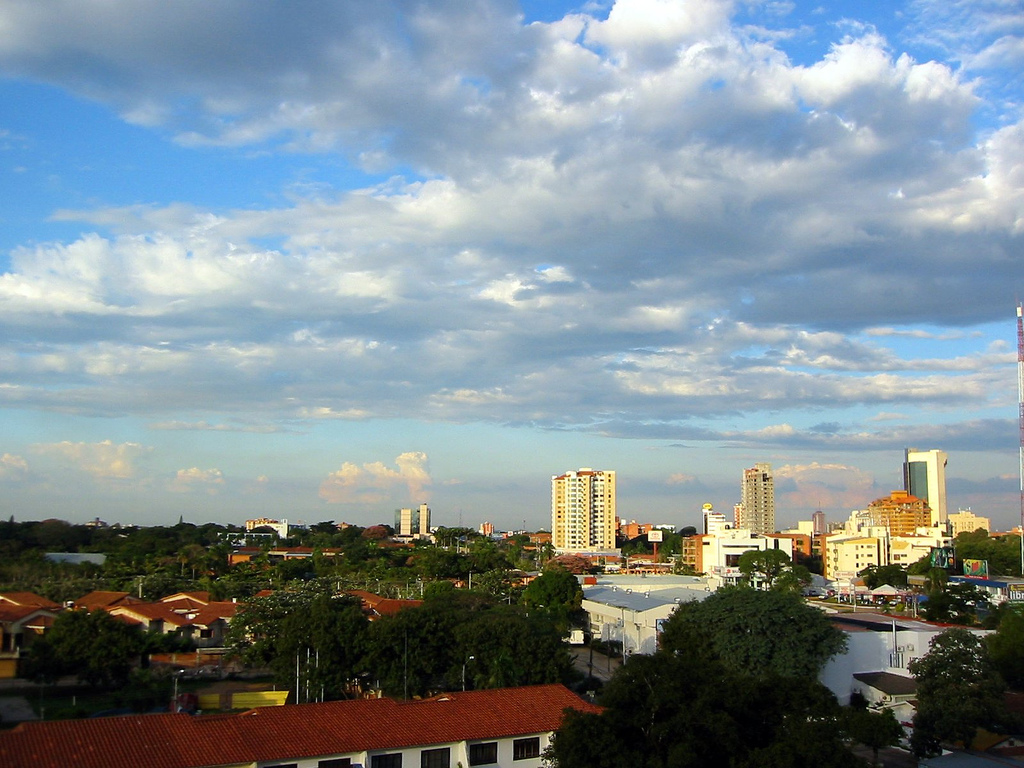
산타크루스데라시에라

1994년에 개정된 바 있는 1967년 볼리비아 헌법에 따르면 행정, 입법, 사법의 삼권분립을 보장한다. 전통적으로 행정부의 힘이 강해, 의회는 정부에 끌려다니곤 했으며, 의회의 역할은 대개 정부가 주도한 입법을 토론하고 승인하는 데 그치곤 했다. 대법원과 주 법원 및 하위 법원으로 구성된 사법부는 오랫동안 부패하고 비효율적이었다. 1994년 헌법 개정과 후속 입법으로 정부는 근본적인 사법 제도 개혁을 꾀하고 있다.
1995년 행정권 지방 분산법에 따라 볼리비아의 9개 주는 더 많은 자치를 누리게 되었다. 산타크루스 주에서 자치권을 요구하는 긴 시위 끝에 2005년 12월 18일 첫 주지사(prefecto) 민선을 치르게 되어 주 지방자치는 더욱 신장되었다. 볼리비아의 도시와 읍은 직선 시장과 지방의회 의원들이 이끈다. 2005년 12월 5일 5년 임기의 지방 의회 선거가 열렸다. 1994년 대중참여법에 따라 국가 예산의 상당 부분을 지자체가 각자 자유롭게 쓸 수 있도록 분배하여 이전의 낙후된 지역에서도 각종 시설과 서비스 면에서 크게 발전할 수 있게 되었다.
국토 동부의 타리하 주, 베니 주, 판도 주, 산타크루스 주는 때론 '반달'이라고 하는데, 이 지역 모양이 초승달 모양이기 때문이다. 이 지역은 보수 정치 세력이 강하며, 화석 연료 자원이 풍부하다.

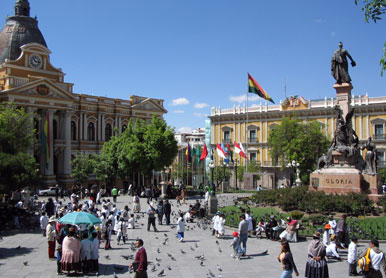
라 파스 중심에 있는 무리요 광장의 볼리비아 국회 의사당.

### 입법
볼리비아의 정체(政體)는 공화국이다. 국회(Congreso Nacional)는 양원제이다. 하원은 130명으로 5년 임기의 선출직이다. 지역(circunscripcione)당 1명씩 70명과 비례 대표 60명으로 구성된다. 상원(Cámara de Senadores)은 27명의 5년 임기 선출직이다.
볼리비아는 독립 이후 1981년까지 총 193번의 쿠데타가 일어난 나라이다. 즉 열 달에 한번꼴로 정부가 바뀐 셈이다. 최근 30여년간 비교적 정치적 안정이 지속된 것은 14,000%의 초인플레이션을 멈추고 평화롭게 권력을 이양한 빅토르 파스 에스텐소로 전 대통령 덕분으로 여겨진다.

## 행정 구역
라파스를 행정 수도. 수크레를 사법 수도로 하고 있다. 볼리비아는 9개의 주가 설치되어 있다. 괄호 안은 주도이다.
- 오루로 주 (오루로)
- 코차밤바 주 (코차밤바)
- 산타크루스 주 (산타크루스데라시에라)
- 타리하 주 (타리하)
- 추키사카 주 (수크레)
- 판도 주 (코비하)
- 베니 주 (트리니다드)
- 포토시 주 (포토시)
- 라파스 주 (라파스)

## 인구 현황

### 인종 구성

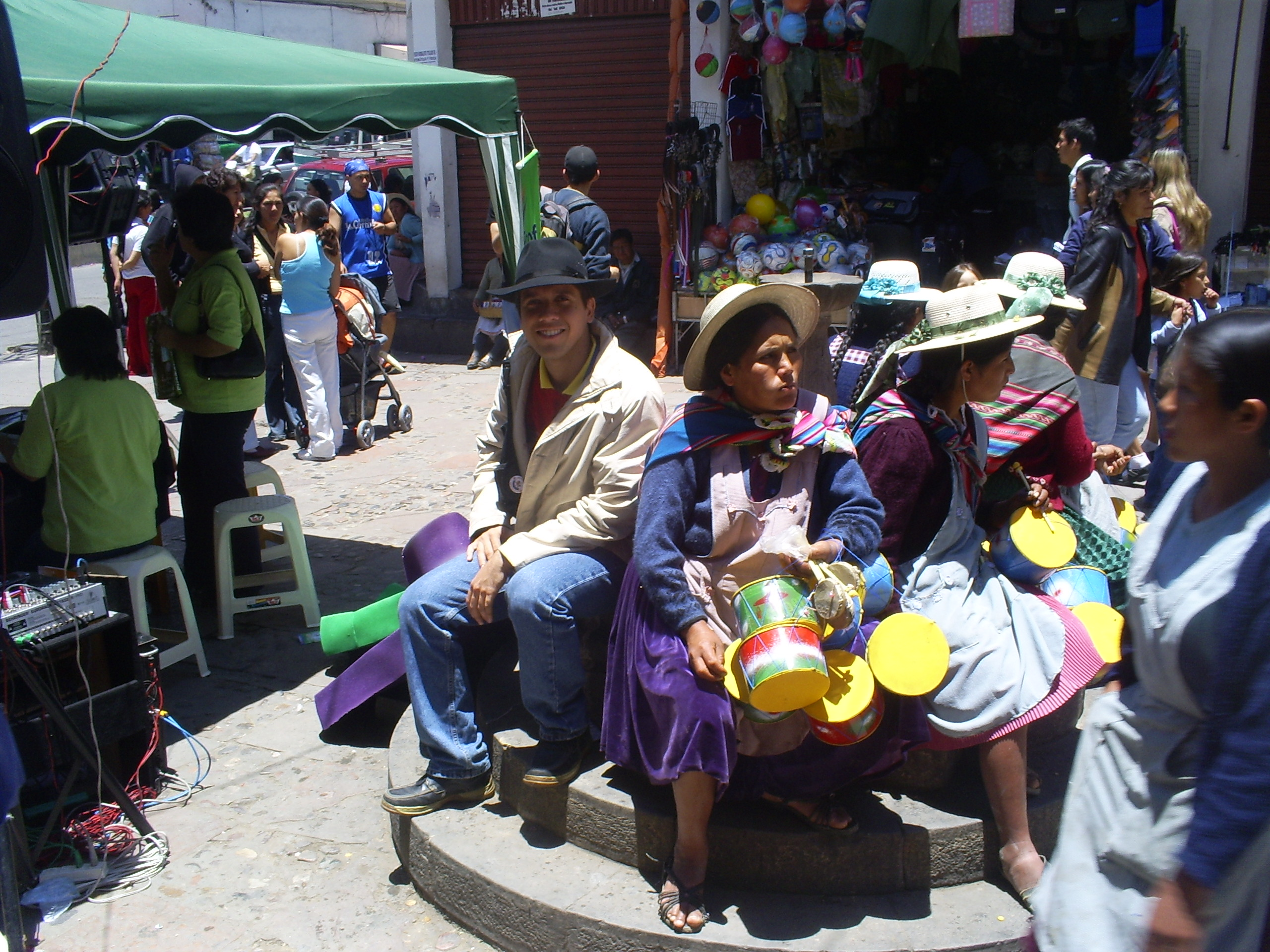
라 파스 시가지의 사람들

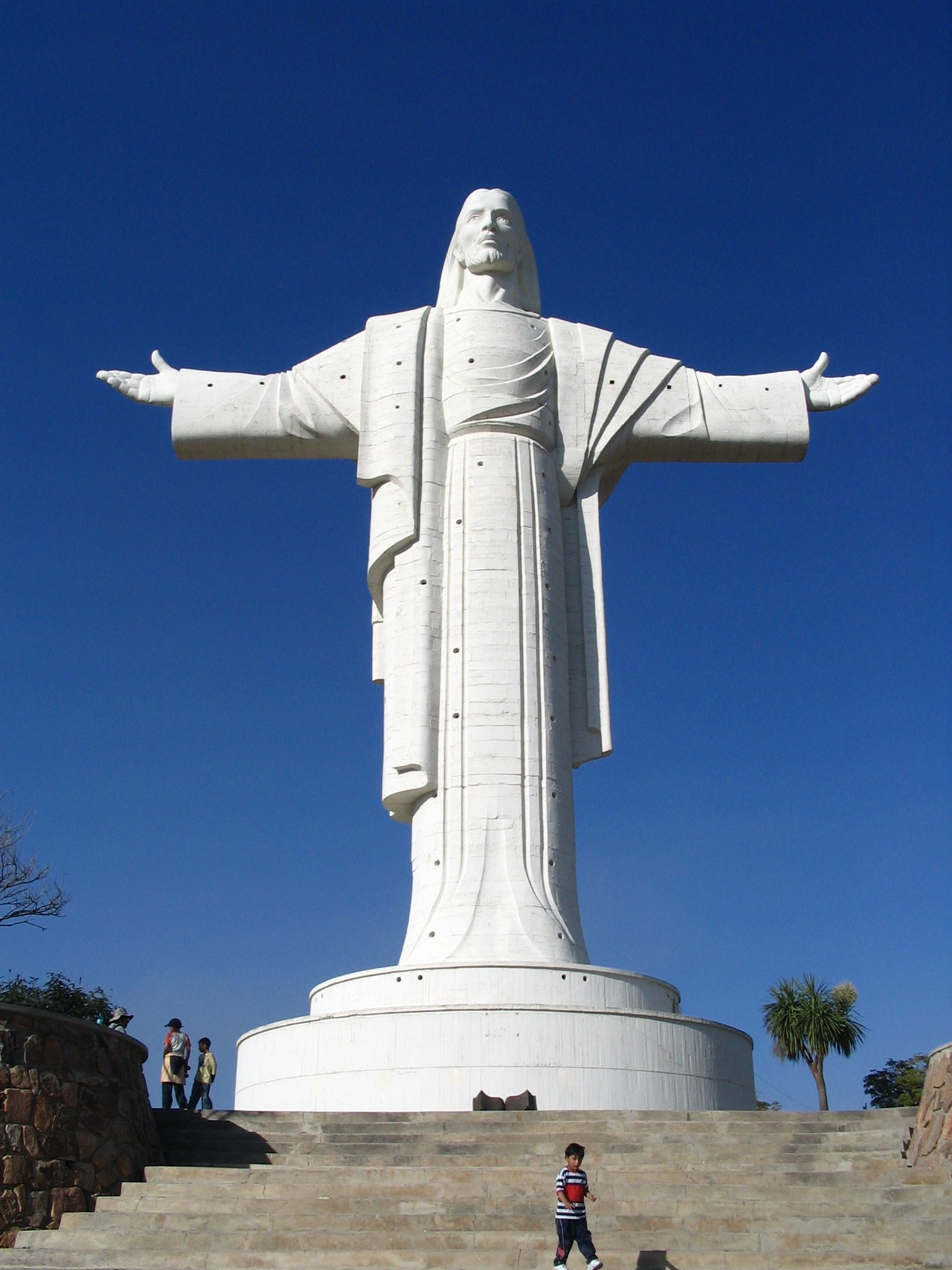
코차밤바의 크리스토 데 라 콘코르디아

볼리비아의 인종 구성을 보자면, 전체에서 30%는 케추아어를 쓰고 25%는 아이마라어를 쓰는 아메리카 원주민이다. 케추아족은 250만, 아이마라족은 200만이며 치키타노족은 18만, 과라니족은 12.5만이다. 그래서 총 원주민 인구는 전체 55%이며, 나머지 30%는 메스티소, 15%는 백인이다. 메스티소 가운데, 전통적인 의상을 입는 여성은 초리타로 불린다.
백인 인구는 대부분 크리올로 초기 에스파냐 식민자들의 후손은 상대적으로 순수한 에스파냐 혈통이다. 이들은 독립 이래로 이 나라의 지도층이었다. 백인 중에는 독일, 이탈리아, 미국, 바스크, 크로아티아, 러시아, 폴란드 등지 출신도 있으며, 대다수는 이미 수 세대 동안 볼리비아에서 살아온 사람들이다.

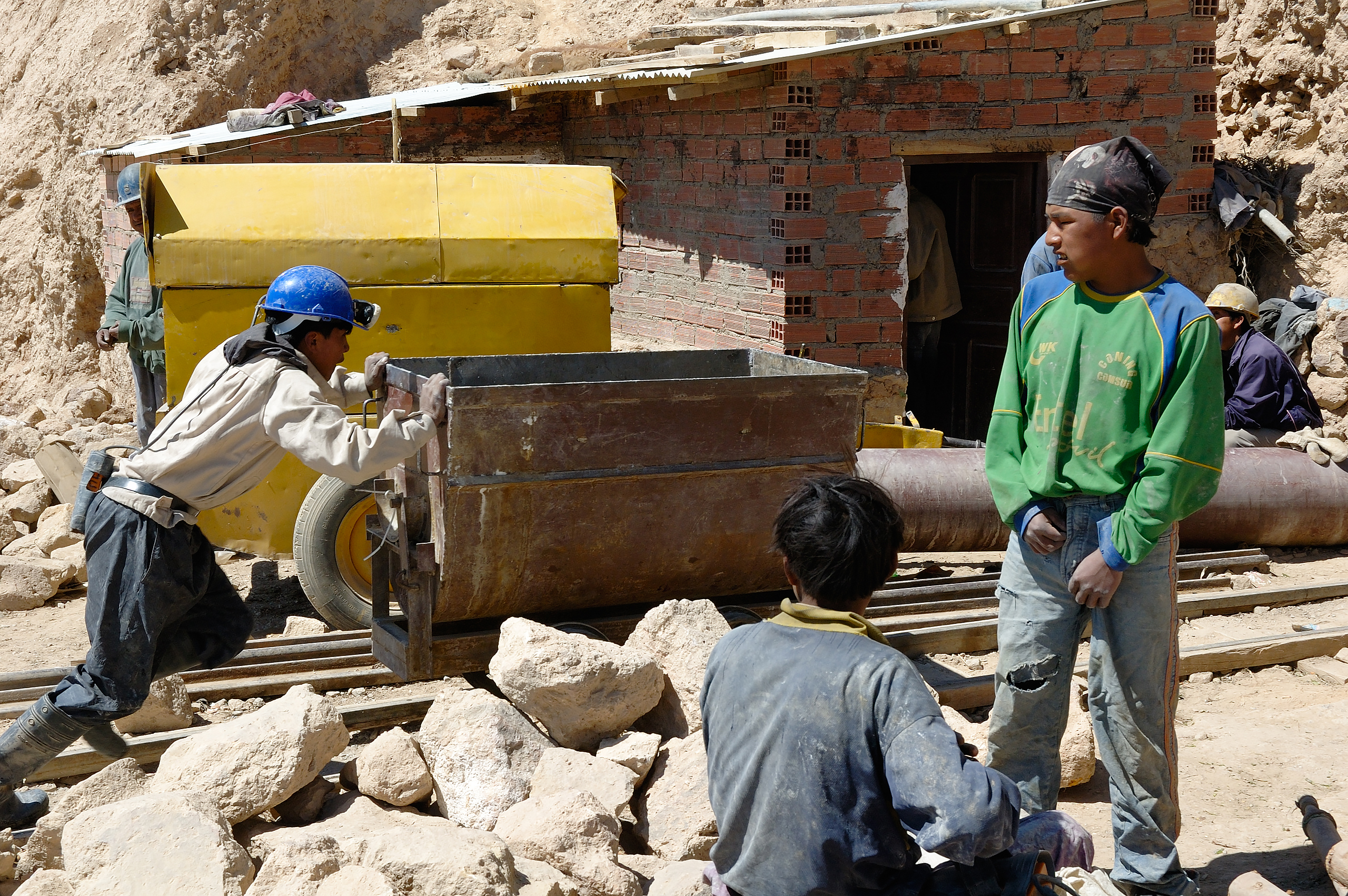
포토시 광산의 광부

브라질로 끌려온 아프리카 노예들이 서쪽 볼리비아로 이주하면서 생긴 아프리카-볼리비아 집단은 전체의 0.5%도 되지 않는다. 이들은 대개 라파스 주의 융가스 지역(노르테융가스, 수드융가스)에 집중되어 있다. 1900년대에 일본인 이주자가 북부의 라리베라르타나 트리니다드에 이주했다. 1954년부터는 주로 오키나와현이나 규슈에서 이주자가 산타크루스 주로 이주하여 이들은 이 지역에 주로 분포한다. 한국인 이주자도 있으며, 장사로 성공한 중동인들도 있다.
볼리비아는 남아메리카에서 빈국에 속한다. 인구의 2/3 중 상당수는 농사로 근근히 먹고 살며, 빈곤에 처해있다. 인구 밀도는 남동쪽 평야의 경우 1제곱킬로미터당 한 사람도 안되지만, 중부 고원에는 1제곱킬로미터당 10명정도 된다. 2006년 기준으로 인구 증가율은 1.45%이다.

### 종교

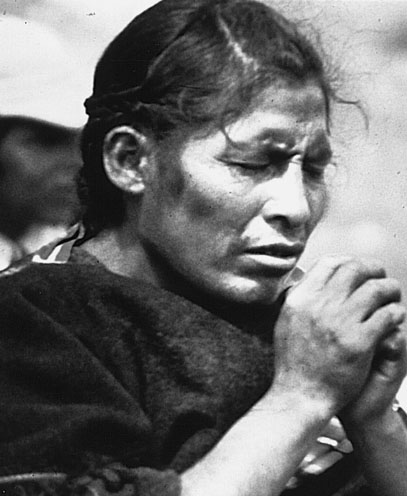
기도하는 아이마라 여인

볼리비아에는 국교가 없으나 볼리비아인 대다수는 로마 가톨릭신자이며, 개신교도 빠르게 성장하고 있다. 2001년 국가 통계처에서 실시한 조사에 따르면, 인구의 78%가 로마 가톨릭이며, 16%는 개신교, 3%는 로마가톨릭 교회와 개신교 교회를 제외한 교회를 믿는다고 한다. 서아시아 이민 후손 중에 이슬람신앙을 가진 사람은 거의 없다. 유대인공동체도 있는데, 거의 대부분 아슈케나짐 출신이다. 산타 크루스 주에는 개신교 교회인 메노나이트신자들의 공동체가 있다. 많은 토착민들은 자신들의 믿음에서 콜롬부스 이전의 남미 원주민들의 얼이 담긴 전통과 그리스도교의 상징을 혼합한다.

### 언어
인구의 약 80%가 스페인어를 제1언어로 구사하며, 케추아어와 아이마라어도 흔히 쓰인다. 2000년, 2005년, 2007년에 법을 제정하여 스페인어 이외에도 35개의 토착어를 모두 공식어로 지정했다. 2007년 말에 마련한 신헌법안에도 36개 언어를 공식어로 지정했다. 헌법에 공식어를 지정한 것은 신헌법안이 처음이다. 농촌에서는 케추아어, 아이마라어를 많이 사용하고, 소수의 과라니어 사용자도 있다. 교육의 보급으로 스페인어를 구사할 수 없는 사람은 최근에 적어지고 있다. 도시지역에서는 스페인어 이외의 다른 언어를 사용할 수 없는 사람이 많다. 어린이들의 약 90%는 초등학교에 다니지만, 대개는 생활고 때문에 1년 정도밖에 공부하지 못한다. 시골의 지역의 경우 글을 읽고 쓸 수 있는 사람이 적으나, CIA에 따르면 전국적으로 문해율은 87%로 남아메리카 평균보다 낮으나, 브라질과 유사한 수준이다.

## 군사

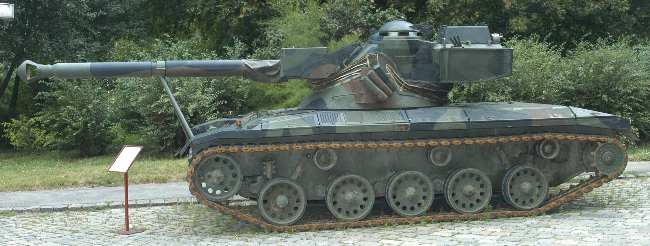
SK-105, 볼리비아 육군의 주력 전차.

볼리비아 군대는 육해공군 3군으로 구성된다. 군 입대에 지원할 수 있는 법적 연령은 18세 이상이나, 14세까지도 신병으로 받는다. 볼리비아 군대에서는 연령이 14~16세 사이 병사가 20%, 16~18세 사이 병사가 20%를 이룬다. 군인은 해상이나 국외에서 12개월 이상 지내야 한다. 볼리비아 정부는 국방 비용으로 1억3천만 달러를 지출하고 있다.
볼리비아는 원래 태평양과 인접해 있는 해안이 있는 국가였으며 태평양에서 해군의 군사훈련을 해왔으나 페루-볼리비아 연합전쟁에서 아르헨티나, 칠레, 연합에 가입하지 않은 페루 북부지역 동맹군에게 패배하여 해안을 잃고 1879년 발발한 태평양 전쟁에서 패배하여 모든 해안을 상실했다. 볼리비아는 내륙국이 되고 나서도 태평양 진출에 대한 뜻을 계속 유지하고 있으며 이 때문에 볼리비아 해군은 티티카카 호수에서 군사훈련을 한다.
볼리비아군은 1967년에 체 게바라와 전투를 벌여 체 게바라를 포획 후 총살시켰다.

## 외교
이 나라는 전통적 친미(親美), 친서방 관계를 기조로 내세운 국가였지만 정권이 바뀔 때마다 대외정치가 변화되는 일이 잦은 편이다. 1969년 볼리비아는 콜롬비아, 칠레, 에콰도르, 페루와 함께 안데스 공동시장(Andean Community of Nations)을 설립하였다.(베네수엘라는 1973년에 가입, 칠레는 1976년에 탈퇴)
대한관계
대한민국 단독수교국이며 1965년 국교를 수립했다.

## 문화

### 스포츠
볼리비아 그 특유의 고지대적 특성 덕에 축구는 홈에서만 강하다. 이 때문에 남아메리카 지역 예선에서는 홈 경기마다 브라질, 아르헨티나같은 세계적인 축구강호들을 좌절시켜왔다. 그러나 원정 경기에서는 거의 패하기 때문에 본선에는 딱 3번만 진출했다. 1930년 FIFA 월드컵에서는 유고슬라비아와 브라질에게 연달아 패하고 탈락, 1950년 FIFA 월드컵에서는 같은 조의 거의 대부분의 팀들이 출전을 포기하는 바람에 우루과이와의 경기가 유일한 조별리그 경기였는데 0-8로 대패를 당하고 탈락했다. 1994년 FIFA 월드컵에서는 유일하게 지역예선을 치르고 본선에 올라온 월드컵이었는데 지역예선에서 이 월드컵 우승국인 브라질을 홈 그라운드에서 2-0으로 이겨, 이 월드컵에서 브라질에게 유일하게 패배시킨 경기였지만 원정 경기에서는 0-6으로 간단하게 대패했다. 그렇게 본선에 올라 스페인과 독일에게 연달아 패하고 대한민국과 비겨서 조 꼴찌로 탈락했다.

## 같이 보기
- 캄바
- Clandestino